# وليام دوديل
ويليام دو بوا دوديل ( ولد يوم 1 يوليو 1872، في كنزينغتون ، لندن  - وتوفي في 4 نوفمبر 1917، واندسوورث ، لندن)   كان فيزيائيًا ومهندسًا كهربائيًا إنجليزيًا. تشمل اختراعاته جهاز رسم ذبذبات ذو الملف المتحرك،  بالإضافة إلى مقياس التيار الحراري والجلفانومتر الحراري .
ولد دوديل وليام دو بوا لفرانسيس كيت دو بوا، التي تزوجت جورج دوديل في عام 1881. في سن الرابعة قام ببناء إنسان آلي من خلال الجمع بين لعبة الفأر والساعة.  كانت أخته الصغرى غلاديس دوديل لاعبة تنس.
تلقى دوديل تعليما خاصا في إنجلترا وفرنسا،وارتقى بسرعة في مدارس City & Guilds المرموقة من خلال المنح الدراسية.
توفي عن عمر يناهز 45 عامًا.

## قوس غناء دوديل
قبل اختراع المصباح الكهربائي المتوهج ، تم استخدام المصابيح القوسية لإضاءة الشوارع. لقد قاموا بإنشاء الضوء باستخدام قوس كهربائي بين قطبين من الكربون. غالبًا ما تنتج هذه المصابيح أصوات طنين أو هسهسة أو حتى عواء مسموعة. في عام 1899، طلب آيرتون من دوديل، وهو أحد طلاب ويليام أيرتون في كلية لندن التقنية المركزية، أن يبحث في هذه المشكلة. تم إنشاء الأصوات بسبب عدم الاستقرار في التيار الناجم عن المقاومة السلبية للقوس. قام دوديل بتوصيل دائرة مضبوطة تتكون من ملف حث ومكثف عبر قوس.  أثارت المقاومة السلبية للقوس تذبذبات التردد الصوتي في الدائرة المضبوطة عند تردد الرنين ، والتي يمكن سماعها كنغمة موسيقية قادمة من القوس. استخدم دوديل راسم الذبذبات الخاص به لتحديد الظروف الدقيقة المطلوبة لإنتاج التذبذبات. ولتوضيح اختراعه أمام معهد لندن للمهندسين الكهربائيين، قام بتوصيل لوحة مفاتيح لإنتاج نغمات مختلفة من القوس، واستخدمها لعزف نغمة " حفظ الله الملكة"  مما يجعلها واحدة من أولى الأمثلة على الموسيقى الإلكترونية. كان هذا الجهاز، الذي أصبح يعرف باسم " قوس الغناء "، من أوائل المذبذبات الإلكترونية  ومكبرات صوت البلازما .  رغم أنه لم يكن أول من اكتشفها، إذ نشر هيرمان تيودور سيمون الظاهرة عام 1898. 
كانت دائرة دوديل مقتصرة على الترددات الصوتية. ومع ذلك، تمكن الفيزيائيان الدنماركيان فالديمار بولسن وب.و. بيدرسون من زيادة تردد مذبذب دوديل إلى نطاق الراديو، وفي عام 1902 حصلا على براءة اختراع جهاز إرسال راديو بولسن القوسي ، وهو أول جهاز إرسال يمكنه توليد موجات مستمرة .  تم استخدام أجهزة الإرسال اللاسلكية ذات القوس بولسن في جميع أنحاء العالم حتى عشرينيات القرن الماضي.